# IC 581
IC 581 је спирална галаксија у сазвјежђу Лав која се налази на листи објеката дубоког неба у Индекс каталогу.
Деклинација објекта је + 15° 56' 51" а ректасцензија 9h 58m 11,5s. Привидна величина (магнитуда) објекта IC 581 износи 14,3 а фотографска магнитуда 15,1. IC 581 је још познат и под ознакама UGC 5352, MCG 3-26-8, CGCG 93-10, NPM1G +16.0203, PGC 28800.